# Nicolas-Guy Brenet

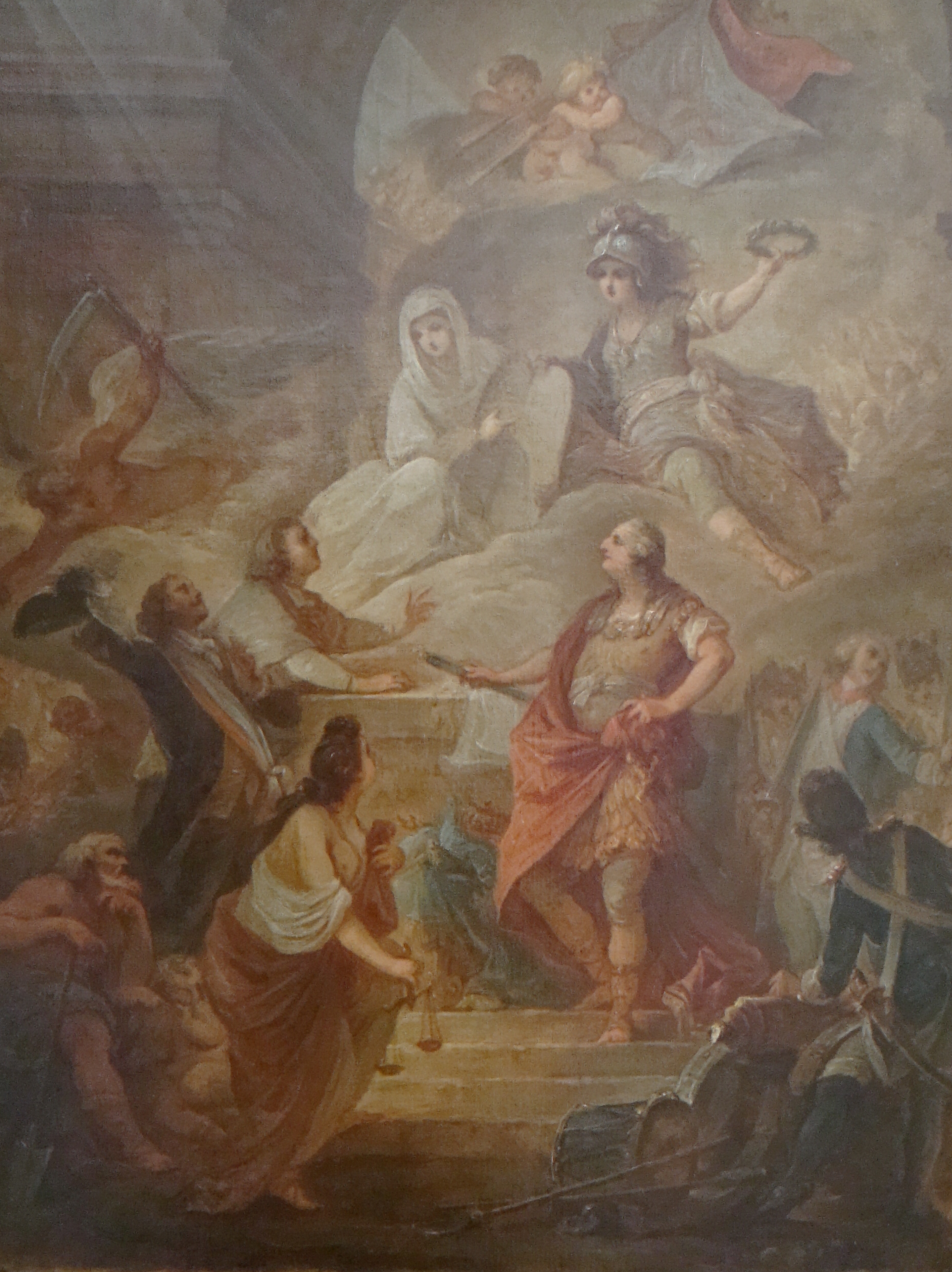
Luis XVI jurando fidelidad a la Constitución sobre el altar de la Patria (detalle de un cuadro realizado hacia 1790).

Nicolas Guy Brenet (París, 1 de julio de 1728 — París, 21 de febrero de 1792) fue un pintor francés, discípulo de François Boucher y seguidor de Poussin, de Le Sueur, de Guido Reni y de Charles Errard. Su estilo y temática hace de él un precursor de Jacques-Louis David y del futuro estilo trovador en el tratamiento de los temas de historia medieval encomendados en los años 1770 a 1775 por la superintendencia de los edificios reales.